# Asterix plaudert aus der Schule
Asterix plaudert aus der Schule (französisches Originaltitel: Astérix et la rentrée gauloise) ist offiziell nach Asterix und Latraviata und vor Gallien in Gefahr der 32. Band der Asterix-Reihe. Es handelt sich dabei allerdings nicht um ein durchgehendes Album, sondern um eine Sammlung von zunächst 14, später 15 Kurzgeschichten. Der Band erschien im Jahr 2003 und wurde anfangs als Sonderausgabe betrachtet. 2006 erschien in der dritten deutschsprachigen Auflage, die nun auch als Asterix-Band 32 benannt war, die bereits im Jahr 2004 fertiggestellte Geschichte ABC-Schütze Obelix als 15. Comic. Alle Kurzgeschichten, außer Pressekonferenz, haben eine Einführungsseite. Neun der Geschichten des Albums wurden von René Goscinny geschrieben und von Albert Uderzo gezeichnet; der Rest wurde von Albert Uderzo allein verfasst.

## Handlung

### Pressekonferenz
Alle Gallier des Dorfes von Asterix sitzen mit Journalisten in einem Raum, als der Häuptling Majestix im Saal erscheint und eine Ansprache über das Album halten will, indem er Fragen beantwortet. Man fragt ihn, ob die folgenden Abenteuer im Ausland spielen, ob er eine wichtige Rolle spiele, ob die Abenteuer genauso sensationell und lustig seien wie die vorherigen und ob diesmal die Römer wieder verprügelt werden. Er beantwortet alle Fragen mit „Ja“. Denn es handele sich diesmal nicht um eine zusammenhängende Geschichte wie in den vorherigen Bänden, sondern um eine Sammlung verschiedener Abenteuer, die in dem bzw. um das gallische Dorf geschehen. Nachdem er gesagt hat, dass die Abenteuer beginnen, sobald man eine Seite weiter blättert, verlässt er den Raum.

### Der gallische Schulanfang
Wie in jedem Jahr wird Asterix vom Druiden Miraculix gebeten, mit seinem Freund Obelix die Schulkinder einzusammeln, welche sich weigern zu lernen und sich deshalb im Dorf verstecken, statt in die Schule zu gehen. Als Asterix Obelix darüber informiert, ist dieser nur widerwillig bereit, ihm zu helfen und stellt seinen Hinkelstein ab, welchen er eigentlich ausliefern will. Nachdem der kleine gallische Krieger ein Mädchen im Gebüsch entdeckt hat und zum Druiden bringt, beschimpft diese ihn mit wüsten Kraftausdrücken, wobei sich Asterix fragt, woher sie diese gelernt habe. Währenddessen läuft Obelix einem Kind hinterher, welches sich schließlich im Baum versteckt. Deshalb reißt er zum Missfallen seines Hundes Idefix diesen Baum aus.
Nachdem Asterix und Obelix alle Kinder eingesammelt haben, gehen sie zu Miraculix’ Schule und stellen sich neben ihn hin. Er erklärt den Kindern, dass ein guter Gallier gern zur Schule gehen sollte. Daraufhin fragt ein Schüler, warum Asterix und Obelix nicht dorthin gehen müssen. Als Miraculix antwortet, dass sie in ihrem Alter ebenfalls gern in die Schule gegangen wären, will er es auch beweisen, indem er Obelix die Frage stellt, wann die Schlacht von Gergovia stattgefunden hatte. Da Obelix es nicht weiß, rät er nach einiger Zeit das Jahr 1515, da das Ergebnis von einem Schüler reingeschrien wurde. Da das falsch ist, muss sich Obelix auf der Stelle am Unterricht beteiligen, wo Miraculix erklärt, dass Eins und Eins Zwei ergibt, während Asterix und Idefix sich am Rand des Unterrichts darüber amüsieren.

### Die Geburt von Asterix / 35 Jahre vor Julius Cäsar
Im Jahr 85 vor Christus herrscht in Gallien noch kein Krieg gegen die Römer, sodass es auch im aremoricanischen Dorf friedlich zugeht. Dort wird Majestix, Sohn des Häuptlings, von den gleichaltrigen Kindern gefragt, ob er mit ihnen spielen will. Er meint, er würde es unter der Bedingung machen, dass er den Häuptling spielen dürfe, da auch sein Vater Häuptling ist. Aus diesem Grund bricht bei den Kindern ein Streit aus, denn Automatix meint, dass sein Vater Autogenix behauptet, er, Majestix’ Vater, solle erst einmal Chef in seinem eigenen Haus werden, bevor er den anderen Befehle gebe. Und da kommt es zu einer Schlägerei, von der sich Troubadix heimlich wegschleicht.
Kurze Zeit später kommt Methusalix angelaufen und sagt ihnen, dass sie aufhören sollten und schimpft auf sie. Als Majestix nach Hause kommt, fragt seine Mutter ihn, warum er ein blaues Auge habe. Er erzählt ihr vom Vorfall und sein Vater, der dem Gespräch zuhört, läuft anschließend zu Autogenix und verprügelt ihn mit einem Hammer. Weil Verliernix, Verleihnix’ Vater, den Treffer von Majestix’ Vater lobt, wird dieser mit dem Schmiedeeisen abgeworfen. Wütend schmeißt er einen Fisch nach Autogenix, trifft allerdings den Falschen und es kommt zur ersten Schlägerei mit Fischen.
Zur selben Zeit werden Astronomix und Obelodalix von Frauen jeweils aus ihren eigenen Häusern herausgebeten, denn ihre Ehefrauen bekommen Kinder. Kurze Zeit später treffen sie aufeinander, als sie mit einem Fisch, der aus der Schlägerei entspringt, beworfen werden. Da sie ihre Nerven beruhigen wollen, stürzen sie sich in diese dazu, als plötzlich Miraculix mit zwei Babys in der Hand bittet, dass sie aufhören: Asterix und Obelix sind geboren. Freudig stürzen sich die Väter auf ihre Kinder und verkünden ihre Namen, Asterix und Obelix, als Miraculix bekannt gibt, dass sie im selben Augenblick geboren wurden. Laut ihm ist dies das Zeichen einer dicken, immer bleibenden Freundschaft.
Nach ein paar Tagen wird im Dorf ein Bankett am Abend gehalten, als Asterix’ und Obelix’ Mütter mit einer antiken Art Kinderwagen die Babys herbeifahren. Diese werden von den gallischen Kindern betrachtet und sie stellen fest, dass schon da Obelix dicker ist und nach Wildschwein greift.

### Im Jahre 50 v.Chr.
Im Jahr 50 v. Chr. haben die Legionäre Roms die ganze für sie bekannte Welt erobert und ihr Feldherr Julius Caesar steht auf der Höhe seines Ruhms und seiner Ehre, obwohl sein Machthunger noch nicht gestillt ist. In Rom dagegen eilt er von Triumph zu Triumph, wobei er die Besiegten, die auf Freiheit hoffen, in Ketten hinter sich herschleppt.
Auch Gallien, das heutige Frankreich, gehört dazu. Dort gibt es zwei Arten von Galliern. Jene, die die römischen Sitten und die lateinische Sprache angenommen haben und im Stil der Römer leben, während es andere gibt, die nur von Durst nach Freiheit beseelt sind und gegen die eingedrungenen Römer mit allen zur Verfügung stehenden Mitteln Widerstand leisten. Dazu gehört eine Gruppe Gallier, die in einem kleinen Dorf an der Westküste des Landes lebt. Auch wenn die Römer versuchen, diese so gut wie möglich im Auge zu behalten, werden sie immer wieder verprügelt. Einer dieser Widerständler ist Asterix, der wohl intelligenteste von allen. Er ist auch der Findigste von ihnen beim Enttarnen der Römer, die sich gerne beim Spionieren als Bäume tarnen.
Sein Freund Obelix ist von Beruf Hinkelsteinlieferant, auch wenn man sich bis heute fragt, was das gebracht haben solle. Manchmal wirft Obelix diese und trifft einen der Römer, von denen der Nutzen eines solchen Felsbrockens auch angezweifelt wird. Obelix hat auch einen Hund namens Idefix. Der Hinkelsteinlieferant bringt seinem Hund vor seinem Freund Asterix Kunststücke bei, sodass Idefix mithilfe des legendären, Kraft spendenden Zaubertranks des Druiden Miraculix einen Hinkelstein auf seiner Nase balancieren kann. Allerdings bringt dieser Trank nicht nur positive Sachen hervor. Idefix mag es nicht, wenn man Bäume ausreißt. Dies kann, wenn der Zaubertrank gerade wirkt, sehr schnell passieren.
Eine weitere wichtige Persönlichkeit des Dorfes ist der Barde Troubadix, der, wenn er singt, vom Schmied Automatix mit seinem Hammer in den Boden geschlagen wird. Natürlich ist auch der Häuptling Majestix erwähnenswert, der öfters lange Reden hält und von zwei Galliern auf einem Rundschild getragen wird. Er sagt oft, man solle sich vor ihm verneigen. Daher geschieht es manchmal, dass sich die Schildträger verbeugen und Majestix von seinem Schild herunterfällt.
Die Römer kriegen sehr oft die übermenschliche Macht der Gallier, die vom Zaubertrank kommt, zu spüren, sodass die Dorfbewohner frei und glücklich leben können. Am Schluss halten sie immer unter dem Sternenhimmel ein Bankett ab, wobei der Barde an einen Baum gefesselt und geknebelt wird, damit er nicht singen kann.

### Kokolorix
In diesem Comic wird davon ausgegangen, dass sich Tiere mit einer eigenen Sprache verständigen können. Ein Adler fliegt über das Dorf, in dem Asterix wohnt. Wegen des Adlers müssen sich alle Küken, Hennen und Hühner in einer Holzhütte verstecken. Allerdings bleibt ein schwarzes Küken draußen, um einen Schmetterling zu jagen, während der Adler landet und es ergreifen will. Doch mutig schreitet der Hahn Kokolorix dazwischen und stellt sich dem Adler. Es kommt zu einem Showdown, in welchem der Adler sich anfangs angeberisch vor den Hahn stellt und ihn auslacht, er könne nicht einmal fliegen. Daraufhin entgegnet Kokolorix, dass er das Symbol Galliens sei. Der Adler entgegnet, er sei das Symbol des römischen Imperiums. Daraufhin rastet der Hahn aus, doch schlägt ihn der Adler und gibt ihm mit seinem Flügel eine Ohrfeige. Genau da schreitet Gutemine ein und vertreibt den Adler mit dem Besen. Dieser sagt aber noch beim Abflug, er werde am nächsten Tag zurückkommen und Kokolorix zum Kampf herausfordern. Rosalie, seine Frau, will ihm zwar widersprechen, allerdings meint Kokolorix, dass die Ehre der Hühnerställe Galliens dabei auf dem Spiel stehe.
Also macht sich Rosalie nach kurzem Nachdenken zu Idefix auf und erzählt ihm von den Geschehnissen. Allerdings hat er dabei auch einen Plan: Idefix muss am Morgen Asterix’ Zaubertrank zu den Hühnern bringen.
Am nächsten Morgen, nachdem der Hahn die Nacht durchtrainiert hat, brechen Asterix und Obelix zur Wildschweinjagd auf, wobei Idefix ausnahmsweise nicht mitkommt. Stattdessen macht sich dieser auf in seine Hütte und holt eine Flasche Zaubertrank, welche Asterix glücklicherweise vergessen hatte. Er rennt zu Rosalie, welche Idefix zu Kokolorix führt, der gerade Liegestütze macht. Als Rosalie sagt, Idefix habe den Zaubertrank dabei, ist dieser erstmal misstrauisch und will wissen, ob der Trank auch bei Hühnern wirke. Der Hund meint, es sei sicher. Nachdem Kokolorix den Zaubertrank getrunken hat, scheint es tatsächlich dieselben Anzeichen zu geben, als würde ein Mensch den Trank einnehmen. Idefix muss zurück, als der Adler übers Dorf fliegt. Sofort zischt der Hahn in die Luft und entfedert ihn. Dieser fällt verblüfft und erschrocken nackt vom Himmel herunter. Als er durch den Wald gehen muss, da er nicht mehr fliegen kann, wird er von anderen Tieren ausgelacht.
Kurze Zeit darauf wird Kokolorix von den Hühnern mit Beifallklatschen gefeiert, während Rosalie, noch mehr in ihn verliebt, neben ihm steht.
Nachdem Asterix und Obelix von der Wildschweinjagd zurückkehren, treffen sie wieder auf Idefix. Obelix, der mit ihm sprechen kann, was Asterix jedoch nicht weiß, fragt, was er denn gemacht habe und Idefix erzählt es ihm. Obelix gibt Asterix diese Meldung weiter, der es allerdings nicht glauben will, da er meint, Menschen könnten nicht mit Tieren sprechen. Die Geschichte endet damit, dass sich Asterix über Obelix’ tierisch blödes Benehmen ärgert.

### Neujahr unterm Mistelzweig
Nach einer Einführung, dass der Brauch, sich unter Mistelzweigen zu küssen, wenn man einen Freund sieht, schon 50 v. Chr. existierte, sieht man den Häuptling des Dorfes, Majestix, der dem Druiden Miraculix dort im Winter einen Kuss austauscht. Allerdings ist dies nur zur Ehre des jeweils anderen gedacht. So schlägt zum Beispiel Automatix den Barden nieder, der eigentlich nur singen will. Obwohl man sich nur zufällig unter dem Mistelzweig treffen sollte, nimmt Obelix diese Regel nicht ernst. So sieht man, dass, bevor Falbala kommt, Obelix seinen Hund wegschickt und sich hinter einem Mistelbaum versteckt. In dieser Zeit kommt allerdings Girlandine dazwischen und fragt Falbala, wohin sie gehe. Als sie antwortet, sie bringe dem Druiden Reisig, nimmt Girlandine ihr dies ab und will es ihm bringen.
Kurz darauf macht sich Falbala auf den Weg zurück und Obelix, der denkt, dass Falbala vorbeikommen würde, küsst versehentlich Girlandine, die kichernd weiter geht. Gleich darauf kommt ein Legionär, der Obelix küsst. Wütend schlägt dieser ihn in die Lüfte. Danach kommt Miraculix, küsst ihn und mahnt ihn, dass er den Römer nicht hätte schlagen dürfen, da sie auch nur den Brauch befolgen. Hinter ihm kommt sogleich Girlandine mit dem Reisig herbeispaziert und verpasst Obelix, der noch immer unterm Mistelzweig steht, einen Schmatzer.
Niedergeschlagen wird Obelix von Asterix gefunden, der ihn sucht. Obwohl er wütend ist, gibt er, dem Brauch nach, Asterix einen Kuss. Daraufhin verschwindet Obelix wütend in Richtung des Dorfes.
In einer Abschlussszene sieht man Falbala, die dem unterm Mistelzweig zurückgebliebenen Idefix einen Kuss schenkt.

### Mini, Midi, Maxi
Da viele meinen, dass die gallischen Vorfahren Barbaren gewesen seien, will man im Comic das Gegenteil beweisen. Als Beispiel nehmen die Autoren Gutemine, die Frau des Dorfhäuptlings. Doch die Autoren entscheiden sich dann doch anders und nehmen Methusalix’ Frau. Während man ihre Eleganz beschreibt, kommt Gutemine zurück und beschwert sich, dass es ihr Platz gewesen sei. Im Gegenzug dazu bittet Methusalix’ Frau höflich, ob Gutemine gehen könne, da sie gerade beschäftigt sei. Als der barbarische Zickenstreit eskaliert, bringt Methusalix’ Frau ihren Mann mit ins Spiel. Daraufhin holt Gutemine Majestix und bei den Männern beginnt ebenso ein barbarischer Streit, indem sich diese gegenseitig beschimpfen und eine Schlägerei anzetteln. Als Verleihnix sich noch einmischt, kommt es zu einer (üblichen) Dorfschlägerei mit Fischen, bei der bald auch Asterix und Obelix aktiv mitwirken. In einem Abschlussbild sieht man, dass sogar der Druide Miraculix sich dabei einmischt.
Gleichzeitig wird weiterhin über die Frau von Methusalix geschrieben, dass Gallier zwei Tunikas tragen und deren Farben ineinander gehen. Sie haben eine Bluse, die mit einem Gürtel an der Taille getragen wird. Außerdem sollten Gallierinnen häufig ein Kopftuch tragen. Der Schmuck ist immer von erlesenem Geschmack, aus Metall, Knochen bzw. Glas gefertigt. Diese Barbaren haben zudem Sorgfalt auf die Schminke verwendet. Unter anderem daher kam, so wird während der Schlägerei erklärt, der Ruf der Gallier als Barbaren.

### Asterix, wie Sie ihn noch nie gesehen haben …
René Goscinny und Albert Uderzo haben von vielen Lesern, Kritikern und Zeitschriften Verbesserungsvorschläge erhalten. Um diesen für ihre Mitarbeit zu danken, haben sie gedacht, dass es interessant wäre, diese an Text und Szenario in den jeweiligen Kurzgeschichten anzupassen.

#### Vorschlag 1
Da „ein Kumpel“ vorgeschlagen hat, dass der Druide viel modernere Sachen erfinden soll und meinte, dass die Leute komisch miteinander reden und dass die Zeichnungen zu kindisch aussähen, wird mit einer Karikatur geantwortet. Da verprügelt Obelix mit Eisen die Römer, während er meint, dass Asterix bei Streit immer an der Strippe hängt. Dieser steht dort neben einer Kiste Dynamix, hat ein Pflaster am Bauch kleben und beschwert sich beim Druiden, dass er nicht weiß, wie die Zauberteile funktionieren und er daher eine Gebrauchsanweisung brauche.

#### Vorschlag 2
Die nächste Beschwerde ist von einem Geschichtsprofessor, der meint, dass die Zeichnungen nicht naiv genug und die Geschichten und Dialoge zu lang seien. Er frage sich auch, weshalb es kein Asterix in Amerika gebe. Mit einem Zauberboot, das von Miraculix stammt, brechen Asterix und Obelix daher auf. So können sie schnell nach Amerika reisen. Dort angekommen pflanzen sie ein Schild auf mit der Aufschrift: „Rix Land“ und wollen es so zu ihrem Eigentum machen. Allerdings werden sie von Indianern verjagt. In einem naiven Schwarz-Weiß-Stil, mit verkitscht gezeichneten Personen und in den Dialogen ständig erscheinenden Stoppzeichen, in denen man eine Pause beim Lesen machen soll, erfüllt die Kurzgeschichte alle kritisierten Aspekte.

#### Vorschlag 3
Im dritten Vorschlag liest der Leser zuerst eine Kritik der vom letzten Band der fiktiven Comicreihe Flasch Bourborn im Weltraum. Zwar sei die spannende Handlung gut gewesen, die Zeichnungen hingegen verunglückt. Daraufhin sieht man ein Abenteuer von Jim Astéryx. Durch die Zauberamphore des Druiden Miraculyx, können Astéryx und Obelyx eine Planetenreise machen. Beide wollen ihren Lebensinhalt wiederfinden, da ihre Existenz und die ihres Dorfes in Gefahr ist. Als sie auf dem Mars aus ihrer Amphore ausgestiegen sind, sehen sie eine Menge grüne Männchen und denken, dass sie gerettet seien. Sie meinen, die Außerirdischen seien Römer.

#### Vorschlag 4
Ebenfalls wurde vorgeschlagen, dass man mehr Text für ein Bild brauche, damit man besser verstünde, was gemeint sei. So spricht Asterix in drei Bildern aus, was er sich überlegt, wobei er und sein Zuhörer Obelix ganz klein gezeichnet werden. Der Rest des Bildes wurde mit jeweils einer großen Sprechblase gefüllt, in der Asterix seine Überlegungen ausspricht. Letztlich langweilt sich Obelix und schläft im vierten Bild ein. Asterix, der verwirrt ist und nicht weiß, was er falsch gemacht hat, schaut verzweifelt auf seinen Freund herab. Obelix soll dabei den Leser widerspiegeln.

#### Vorschlag 5
„Ein Girl“, das sich als Asterix-Fan ausgibt, hat trotz allem zwei Kritikpunkte: Erstens beschwert sie sich, dass Frauen in den Geschichten keine wichtige Rolle spielen und zweitens sollten in den Comics mehr Personen und die Umgebung trendiger gezeichnet und benannt werden. Auch ihr Wunsch wurde einmal erfüllt: In einem mädchentrendigen Stil werden Asterix und Obelix von einer Frauenlegion der Prokonsulin Deadornata aufgenommen. Dank der Zauberblumen des Druiden Miraculix denken die beiden Helden, durch eine Berührung übermenschliche Kräfte zu bekommen. Als die Armee schließlich auf sie zukommt, fliehen Asterix und Obelix trotzdem.

#### Vorschlag der Autoren
Im letzten Vorschlag, dem der Autoren, schreiben diese sehr erzürnt, dass auch sie, die Schöpfer ihrer eigenen Charaktere, etwas zu ihnen sagen dürfen. Trotzdem lassen sie sich darauf ein, dass Asterix und Obelix Knickerbocker tragen. In einem letzten Bild schreien diese daher, Knickerbocker tragend, wütend auf die Autoren ein und zeigen ihnen den Vogel.

### Olympiade in Lutetia
Der Häuptling Majestix kriegt via Vogel eine Eilbotschaft aus Lutetia (Paris), die von Rentnerix, dem Häuptling des Stammes der Pariser, stammt. In der Botschaft erfährt er, dass die nächsten Olympischen Spiele nicht in Griechenland stattfinden würden, da man so den ersten nicht-griechischen Athletensieger, nämlich den Gallier Decoubertix, ehren wolle. Da sich aber auch Rom für die Austragung der Spiele bewirbt, glaubt Rentnerix, dass die Römer einen Hinterhalt für die Gallier planen, damit die Spiele in Rom stattfinden können, und bittet daher Majestix um Hilfe. Aus diesem Grund schickt er Asterix und Obelix in die Hauptstadt Galliens.
In Rom plant der Diktator Julius Caesar tatsächlich mit dem Chef des Geheimdienstes, Claudius Destructivus, eine Vereitlung des Vorhabens, Lutetia die Olympischen Spiele zu gewähren. Caesar schickt daher Destructivus und ein paar andere Männer dorthin, damit sie, falls das Komitee mit Lutetia zufrieden ist, diese angreifen, und so die Spiele in Lutetia wegen Sicherheitsmangels nicht stattfinden können.
Nach ein paar Tagen erreichen Asterix und Obelix die gallische Hauptstadt und treffen sich sofort mit Schludernix, der rechten Hand Rentnerix’. Der Häuptling selbst kann wegen Problemen, die er zu besprechen hat, nicht kommen. Schludernix empfängt daraufhin mit den beiden Ankömmlingen das Olympische Komitee, die mit dem R.E.R. (Rapides-Equestrisches-Rollsystem), einer Eisenbahn, die aus Rennwägen besteht und von Pferden gezogen wird, kommen.
Kurze Zeit später führt Schludernix das Komitee durch die Stadt und versucht dieses davon zu überzeugen, dass Lutetia die Austragung der Spiele zugesprochen bekommt. Währenddessen machen sich die römischen Agenten unter der Führung von Destructivus hinter ihnen her und Obelix spürt, dass etwas nicht in Ordnung ist. Als sie schließlich in der Arena sind, greifen die Römer ein und versuchen den Chef des Komitees zu entführen. Allerdings werden diese von Asterix, der zuvor vom Zaubertrank getrunken hat, sowie Obelix aufgehalten und verprügelt. Asterix redet dem Komitee daraufhin ein, es sei bloß eine Übung gewesen, damit deutlich werde, dass die Sicherheit in dieser Stadt bestens sei. So kann er die Jury entzücken, sodass der Chef des Komitees verlauten lässt, dass Lutetia die Olympischen Spiele austragen darf.
Als der Römische Geheimdienstchef wieder in Rom ankommt, lässt Caesar ihn wütend wegen seines Versagens in den Zirkusspielen der Olympiade teilnehmen. In einem Schlusswort sagt Asterix, dass seine Nase ihm sage, dass die Pariser irgendwann wieder die Olympischen Spiele austragen dürften, was eine Anspielung auf die Olympischen Sommerspiele 1992 sein soll, bei der sich Paris vergeblich bewarb. Allerdings ist seine Aussage auch zutreffend, da in dieser Stadt die Olympischen Sommerspiele 1900 und 1924 stattfanden.

### Der gallische Frühling
Es wäre eigentlich schon Frühling, trotzdem schneit es, als Asterix und Obelix von der erfolglosen Wildschweinjagd ins Dorf zurückkehren wollen. Doch auf dem Weg bemerkt Asterix ein sehr kleines, bewusstloses Männchen auf dem Waldboden liegen. Besorgt bringen die beiden Helden den Wicht in die Hütte des Druiden Miraculix, der sich um ihn kümmert. Als das Geschöpf erwacht, sitzt er vor einem Feuer, das ihn aufwärmt. Er fängt an, mit Obelix, der ihn als Würmlein bezeichnet hat, zu streiten, entlarvt sich allerdings auch als Frühling und erzählt dem Trio seine Geschichte.
Er, Lieblingssohn der Händlerin der vier Jahreszeiten, geht immer am Ende des Winters auf die Erde, um diesen abzulösen. Der Frühling wird noch von seiner Mutter während des Wegs zur Erde gewarnt, dass der Winter in diesem Jahr hartnäckiger als normal sei. Doch der Frühling entgegnet, dass er den Winter schon irgendwie besiegen könne. Als er auf der Erde angekommen ist, sucht er seinen Feind. Dieser versteckt sich aber im Hinterhalt und schlägt die schneelose Jahreszeit nieder. So kann er die Oberhand behalten.
Nachdem der Frühling die Geschichte erzählt hat, beschließt Miraculix, dem Wicht einen Schluck vom Zaubertrank zu gönnen, der ihm wieder auf die Beine helfen soll. Nachdem dies geschehen ist, springt der Frühling fröhlich aus dem Fenster und bezwingt den Winter. Es sei der schönste Frühling geworden, den es jemals gab, als Asterix und Obelix wieder ihren Lieblingsbeschäftigungen nachgehen: Wildschweine jagen und Römer verprügeln.

### Das Maskottchen
Asterix und Obelix ruhen sich mit ihrem Hund Idefix im Wald von Aremorica unter einem Baum aus, als ein kleiner Streit ausbricht: Obelix meint, dass Asterix in seinen Hund Idefix zu wenig Vertrauen habe. Doch glücklicherweise kommt eine römische Patrouille vorbei, die ihren Streit beendet und sie der Beschäftigung, die Römer zu verprügeln, nachgehen können. Nachdem die Patrouille verhauen worden ist, gehen die vier Römer schlecht gelaunt zurück ins Lager, um sich zu verarzten, während einer die Anderen nervt, indem er Latein spricht.
Im Lager angekommen sind die vier Römer noch immer schlecht gelaunt und fragen sich, weshalb sie ständig auf Asterix und Obelix auf ihren Patrouillen treffen. Daher kommt einer auf die Idee, dass sie ein Maskottchen bräuchten. Nachdem der Latein sprechende Legionär von einem anderen niedergeschlagen wird, macht er sich auf den Weg zurück in den Wald, um dort den Glücksbringer zu finden.
Zur selben Zeit will Obelix seinem Freund Asterix beweisen, dass Idefix seinen geworfenen Hinkelstein zurückbringen kann. Der Stein fällt aber auf den Kopf des suchenden Legionärs. Daraufhin entdeckt er Idefix, der dem Stein hinterhergejagt ist, und meint, dass der Hund das richtige Maskottchen wäre. Er bringt Idefix ins Lager, allerdings vergisst er seinen Helm beim Hinkelstein.
Als Asterix und Obelix merken, dass Idefix nicht zurückkehrt, gehen sie auf die Suche nach ihm. Beim liegenden Hinkelstein angekommen, entdeckt Asterix den Helm des Legionärs. Obelix, der den Zusammenhang nicht versteht, bekommt von Asterix erklärt, dass er folgert, Idefix sei von einem Römer entführt worden. Sauer machen sich beide, nachdem sich Asterix mit dem Zaubertrank gestärkt hat, auf den Weg ins Entführerlager.
Dort merken die vier Römer, dass der knurrende Idefix nicht zufrieden zu sein scheint, obwohl sie ihm schon einen Knochen gegeben haben. Der Zenturio kommt zum Entschluss, man müsse ihr Maskottchen dressieren. Doch zu diesem Zeitpunkt kommen die beiden Gallier ins Lager und verlangen nach Idefix. Die Römer weigern sich jedoch, ihn herzugeben. Daher kommt es wieder zu einer Schlägerei, in der Asterix und Obelix als Sieger hervorgehen und den Hund zurückholen.
Als die Gallier wieder gegangen sind, entsendet der wütende Zenturio die vier Legionäre auf Patrouille im Wald. Dort stoßen sie wieder auf Asterix und Obelix, die sich wieder mit Idefix unter einem Baum im Wald ausruhen. Idefix beginnt, die Römer zu jagen. Daraufhin meint Obelix vor Asterix, dass das ein Beweis sei, dass man in Idefix genug Vertrauen haben solle.

### Latinomanie
In den 1960er Jahren sind durch den Einfluss von Anglizismen neue Ausdrücke entstanden. Allerdings war es nicht das erste Mal, dass so etwas geschah. Auch die gallische Sprache wurde in den 60er Jahren vor Christus so beeinflusst. Asterix und Obelix gehen durch das Blumenbeet von Gutemine und Majestix, während sie den Boden fegt und ihr Mann ein Fußbad nimmt. Gutemine beginnt einen Streit. Majestix versucht, sie zu beruhigen, doch Gutemine wird dabei nur noch wütender und setzt ihm das Aquarium auf seinen Kopf. Daraufhin kommt der Druide Miraculix und meint sauer, dass es eine Schande sei, wie sie sich streiten, da sie viele Wörter nutzen, die aus dem Lateinischen stammen. Asterix fragt Miraculix, wie die Wörter sonst heißen würden, und er beantwortet es mit Synonymen, die ihren Ursprung ebenfalls aus dem Latein haben. Als der Druide geht, sagt er noch et cetera, et cetera. Asterix, Obelix, Gutemine und der Häuptling schauen ihm dabei nur noch erstaunt hinterher.

### Obelisc’h
René Goscinny geht mit seinem Kollegen Albert Uderzo an einem bretonischen Hafen spazieren, als sie auf einen Mann treffen, der Obelix sehr ähnlich sieht. René und Albert beschließen daher, dem Mann zu folgen. Dieser geht am Hafen entlang und stößt auf zwei Männer, die Probleme haben, eine schwere Kiste auf ein Schiff zu laden, da der Kran defekt ist. Aus diesem Grund beschließt der untersetzte, rothaarige Mann, ihnen zu helfen. Er trägt die schwere Kiste mit bloßen Händen aufs Schiff. Albert und René entscheiden sich, ihn weiter zu verfolgen.
In einer Kneipe trinken die Autoren ein wenig, als der Mann ein Wildschwein zum Essen bestellt. Daraufhin beschließen Goscinny und Uderzo, zu ihm zu gehen, um ihn kennenzulernen. Er isst sein Wildschwein, während sie sich mit ihm unterhalten. Sie erfahren, dass er Obelisc’h heißt. René sagt ihm, dass er und Albert einen Vorfahren von ihm kennen. Obelisc’h beschließt daraufhin, ihnen seinen Stammbaum zu zeigen.
Bei ihm zu Hause legt er ihnen diesen vor und die Autoren erkennen Obelix als Erstgenannten, der ganz unten steht und einen entwurzelten Baum trägt, auf dem seine Nachkommen eingetragen sind. Alle, die auf dem Baum stehen, heißen Obelisc’h. Der Mann, mit dem sie sprechen, ist der Achtgenannte und steht als Letzter ganz oben. Die Nummerierung wird folgendermaßen dargestellt:
1. Obelix, gallischer Krieger
2. Obelisc’h, der Hammer
3. Obelisc’h, der Tapfere
4. Obelisc’h, der Herr des Hinkelsteins
5. Obelisc’h, Graf der Bretagne
6. Obelisc’h, das Wildschwein
7. Obelisc’h, der aus Saint-Malo
8. Obelisc’h

Glücklich, den Nachkommen ihres Helden zu sehen, versuchen Albert und René Obelisc’h zu überzeugen, mit ihnen nach Paris zu reisen, um ihn den Angestellten und dem Boss der Zeitschrift Pilote, für die sie arbeiten, zu zeigen. René fährt mit seinem neu gekauften Auto vor. Als Obelisc’h einen Hinkelstein als Reisegepäck auf das Autodach platziert, wird dieses eingedrückt, sodass sie in einen Zug umsteigen müssen und René sauer ist. Auch im Zug kriegen sie wegen des Hinkelsteins Probleme. Da dieser den Platz von zwei Personen einnimmt, müssen die Autoren im Gepäckabteil mitfahren. René ist daher noch schlechter gelaunt.
In Paris angekommen, gehen sie zur Pilote. Vor dem Eingang stellt Obelisc’h seinen Stein vor ein Glasfenster, sodass es zu Bruch geht. Im Gebäude, wird Obelisc’h von den Angestellten herzlich begrüßt. Sie wollen ihn durch das Gebäude führen, doch als er durch eine Tür geht, schlägt er versehentlich mit dem Hinkelstein den Chef der Pilote nieder.

### Die Geburt einer Idee
Albert Uderzo und René Goscinny sitzen unglücklich vor dem Café de L’annexe, ein Bier trinkend – Albert raucht auch eine Zigarette – und denken über den Comic-Helden Asterix nach, über den sie schreiben wollen. Da kommt René auf die Idee, wobei er Teller umwirft, und gibt sie an Albert weiter. Er schlägt um sich, da er zeigen will, dass Action in die nächste Geschichte rein soll, während Albert lacht. Danach spielt auch Albert den Verrückten und René lacht darüber. Der Wirt des Cafés alarmiert ängstlich den Krankenwagen. Dieser holt die Verrückten ab und bringt sie ins Irrenhaus, doch selbst im Wagen machen Albert und René trotzdem weiter.

### ABC-Schütze Obelix
Vor dem Eingang des Dorfes trifft Obelix auf den Postboten Rohrpostix. Obelix fragt ihn, ob er, wie üblich, wieder keine Post bekäme. Doch bekommt er überraschenderweise welche. Der aus Condate (Rennes) stammende Brief wurde auf rosa Marmor geschrieben und von Falbala geschickt.
Kurz darauf wird Obelix von Asterix gefragt, ob er Lust hätte, mit ihm auf Wildschweinjagd zu gehen. Obelix, der lieber den Brief lesen will, dessen Empfang er aber geheim hält, tut so, als ginge es ihm nicht gut und er habe aus diesem Grund keine Lust, mit Asterix auf die Jagd zu gehen. Asterix, der besorgt um seinen Freund ist und es seltsam findet, dass dieser krank ist, da er das zuvor noch nie war, schickt Obelix zum Druiden Miraculix.
Tatsächlich geht der Analphabet Obelix zu ihm, meint allerdings vor Miraculix, er habe Lust, das Lesen zu lernen. Dieser ist zwar zuerst verblüfft, geht schließlich aber doch mit Obelix in seine Hütte und erklärt ihm dort, wie wichtig es sei, lesen zu können. Daraufhin holt er ein altes Buch heraus, in dem jeweils ein Objekt oder Lebewesen gezeichnet und links daneben der Anfangsbuchstabe vermerkt ist, zum Beispiel E wie Esel. Er erklärt Obelix, dass er ihm so das Lesen und Schreiben beibringen wolle.
Nachdem Obelix glaubt, verstanden zu haben, rennt er mit dem Buch in sein Haus und wird vom Druiden gebeten, mit dem Lehrbuch sorgfältig umzugehen. Glücklich setzt er sich an seinen Tisch und versucht, den Brief zu entziffern. Dabei macht er aber einen entscheidenden Fehler: Statt nur den Buchstaben zu sagen, mit dem das jeweilige Objekt oder Lebewesen beginnt, bezieht er das vollständige Wort noch mit ein.
Obelix versucht die ganze Nacht durch, den Brief zu entziffern, schafft es aber nicht. Am nächsten Morgen kommt Asterix zu Obelix, um zu sehen, ob Miraculix’ Heilkünste geholfen hätten. Doch als er ins Haus tritt, findet er nur den verzweifelten Obelix mit dem Brief und dem Buch vor. Asterix überredet seinen Freund, ihm sein wahres Problem zu sagen und als dies geschieht, liest Asterix Obelix den Brief vor: Falbala wünscht Obelix alles Gute zum Geburtstag. Daraufhin rennt Obelix aus dem Haus und wirft das Lehrbuch gegen das Gesicht des Druiden.

## Comicinformationen
| #  | Titel                                        | Originaltitel                             | Erscheinungsjahr | Seiten |
| -- | -------------------------------------------- | ----------------------------------------- | ---------------- | ------ |
| 1  | Pressekonferenz                              | Conference de Presse                      | 1964             | 1      |
| 2  | Der gallische Schulanfang                    | Annonce d’Abraracourcix                   | 1966             | 2      |
| 3  | Die Geburt von Asterix                       | La Naissance d’Astérix                    | 1994             | 4      |
| 4  | Im Jahre 50 v. Chr.                          | En 50 avant J.-C.                         | 1977             | 3      |
| 5  | Kokolorix                                    | Chanteclairix                             | 2003             | 5      |
| 6  | Neujahr unterm Mistelzweig                   | Au gui l’an IX                            | 1967             | 2      |
| 7  | Mini, Midi, Maxi                             | Mini, Midi, Maxi                          | 1971             | 2      |
| 8  | Asterix, wie Sie ihn noch nie gesehen haben… | Astérix tel que vous ne l’avez jamais vu… | 1969             | 3      |
| 9  | Olympiade in Lutetia                         | Lutèce olympique                          | 1986             | 4      |
| 10 | Der gallische Frühling                       | La Rentrée gauloise                       | 1966             | 2      |
| 11 | Das Maskottchen                              | La Mascotte                               | 1968             | 4      |
| 12 | Latinomanie                                  | Latinomanie ou Et cætera, et cætera       | 1973             | 1      |
| 13 | Obelisc’h                                    | Obélisc’h                                 | 1963             | 4,5    |
| 14 | Die Geburt einer Idee                        | Naissance d’une idée                      | 1962             | 1      |
| 15 | ABC-Schütze Obelix                           | Lire avec Obelix                          | 2004             | 3      |

## Veröffentlichung
Dieser Asterix-Sammelband, der alle Kurzgeschichten in einem Band zusammenfasst, ist am 16. Oktober 2003 bei Ehapa zuerst als Sonderband erschienen. Um die französische Reihenfolge aufzunehmen, in der der Kurzgeschichtenband (als Album) als 32. Band erschien, wurde nachträglich dieses Heft auch in Deutschland als Band 32 in die Reihe aufgenommen. Die dritte Auflage, die 2006 erschien und im Layout der Asterix-Serie unter anderem mit aufgedruckter Bandnummer angeglichen ist, wird ergänzt durch die 15. Geschichte ABC-Schütze Obelix, die in den ersten beiden Auflagen nicht enthalten war.
Die folgenden Geschichten erschienen früher schon einmal: Der gallische Schulanfang bei Pilote (Ausgabe 363), Die Geburt von Asterix bei Le Journal exceptionnel d’ Asterix bei Pilote, Im Jahre 50 v. Chr. bei National Geographie, Neujahr unterm Mistelzweig bei Pilote (Ausgabe 424), Mini, Midi, Maxi bei Elle (Ausgabe 1337), Asterix, wie sie ihn noch nie gesehen haben… bei Pilote (Ausgabe 527), Olympiade in Lutetia bei Jours de France (Ausgabe 1660), Der gallische Frühling bei Pilote (Ausgabe 334), Das Maskottchen bei Super Pocket Pilote (Ausgabe 1), Obelisc’h, bei Pilote (Ausgaben 172–186), Die Geburt einer Idee bei Pilote (Ausgabe 157) und ABC-Schütze Obelix in Lire.
Es gibt Mundart-Ausgaben in Neuhessisch und Elsässisch.